# 珍珠市
珍珠市（匈牙利語：Gyöngyös）是匈牙利北部矿业城市，也是匈牙利19个州（相當於一級行政區）之一赫维什州的第二大城市。匈牙利最高的山峰—马特劳山的起源地。在马特劳山南麓。M3号欧洲高速公路和国家公路E71和E3公路贯穿城市的交通。面积55.31平方公里，人口32,607人（2011年）。

## 历史
该市建立于1334年，有667年的历史。后来在1917年发生了一场大火，整个城市化为灰烬，城市现在的模样是在第一次世界大战后重新建立起来的。

## 概况
该市有7座教堂，其中大多为14世纪教堂和城堡等古迹。市里有一座著名的马特劳馆博物馆。该市也是匈牙利重要的葡萄和烟草种植区中心。这里也是匈牙利甚至中东欧著名的红酒产区，珍珠市也拥有多个红酒生产的基地。这里也是著名的温泉疗养的中心。这里有两个大学，5个中学，5个小学，一所医院和幼儿园。
- 附近熔岩中含有丰富的方铅矿、闪锌矿以及少量黄铁矿、白铁矿和黄铜矿。
- 该市有较大的蔬菜水果包装仓储中心—产品供应匈牙利全国及周边多国。
- 该市有匈牙利著名的矿泉水工厂—PARADI
- 该市有建筑，家用木地板加工厂-主要生产实木地板。
- 该市有肉制品加工厂：产品出口塞尔维亚，斯洛文尼亚及欧洲多国和匈牙利本土市场。

## 友好城市
- 罗马尼亚特尔古-塞奎斯
- 芬兰皮耶克赛迈基
- 丹麦灵斯泰兹
- 波兰萨诺克
- 奥地利策尔特韦格
- 阿塞拜疆舒沙